# Гриджук Дмитро Миколайович
Гриджук Дмитро Миколайович (нар. 26 травня 1959, смт Печеніжин, Коломийський район, Станіславська область) — український банкір. Голова наглядової ради АТ «ОКСІ БАНК». Доктор економічних наук. Заслужений економіст України (2004).

## Життєпис
У 15 років перебрався до Одеси, де вступив до економічного технікуму. У 1985 закінчує Одеський інститут народного господарства, фінансово-економічний факультет, за спеціальністю «фінанси та кредит» з відзнакою.
У 1985—1990 рр. — робота в комсомольських і партійних органах.
У 12.1990-05.1995 рр. — начальник відділу, заступник директора Івано-Франківської дирекції банку «Україна».
У 05.1995-07.1999 рр. працював на посадах від начальника управління до голови правління Агропромбанку «Україна», м. Київ.
У 07.1999-05.2000 рр. — заступник голови правління ВАТ «Міжнародний комерційний банк».
Член Комісії з питань аграрної політики при Президентові України (02.1999-11.2001 рр.).
Автор 8 наукових праць, зокрема: «Соціально-економічні передумови виникнення та функціонування комерційних банків в Україні» (1998), «Специфіка управлінських задач комерційного банку в умовах формування ринкової економіки» (кандидатська дисертація, 1998), «Забезпечення кредитних зобов'язань у діяльності банків» (2001).
На посаді Голови правління банку «Хрещатик» працював з травня 2000 до квітня 2016 року.
З 2020 року, радник Міністра Фінансів України, Марченка Сергія Михайловича, на громадських засадах.
У грудні 2024 року, обраний головою наглядової ради АТ «ОКСІ БАНК».
Постійно проживає у Києві.

## Відзнаки і нагороди
Лауреат загальнодержавної премії «людина року» в номінації фінансист року у 2004 та 2007 роках. У 2013 році став переможцем загальнодержавної премії.
У 2010 отримав премію від європейської бізнес-асамблеї за внесок у Європейську інтеграцію України.
Входить у ТОП 10 менеджерів України.

## Сімейний стан
Одружений. Має двох дітей: Михайла (1993) студент юридичного факультету КНУ ім. Т. Шевченка та Тетяну (1988) випускниця КНЕУ ім. В.Гетьмана ф-ту міжнародна економіка.

## Хобі
Любить кататися на лижах, та грати з сином у теніс. Має колекцію картин Хрещатика царських часів.